# 榆林郡
榆林郡，中国古代的郡。
隋朝大业三年（607年）改胜州置，治所在榆林县（今内蒙古自治区准格尔旗东北十二连城）。辖境约当今内蒙古自治区准格尔旗、土默特左旗、土默特右旗及托克托县。唐朝贞观初年，改为胜州。天宝、至德时又曾改胜州为榆林郡。